# 丁澎

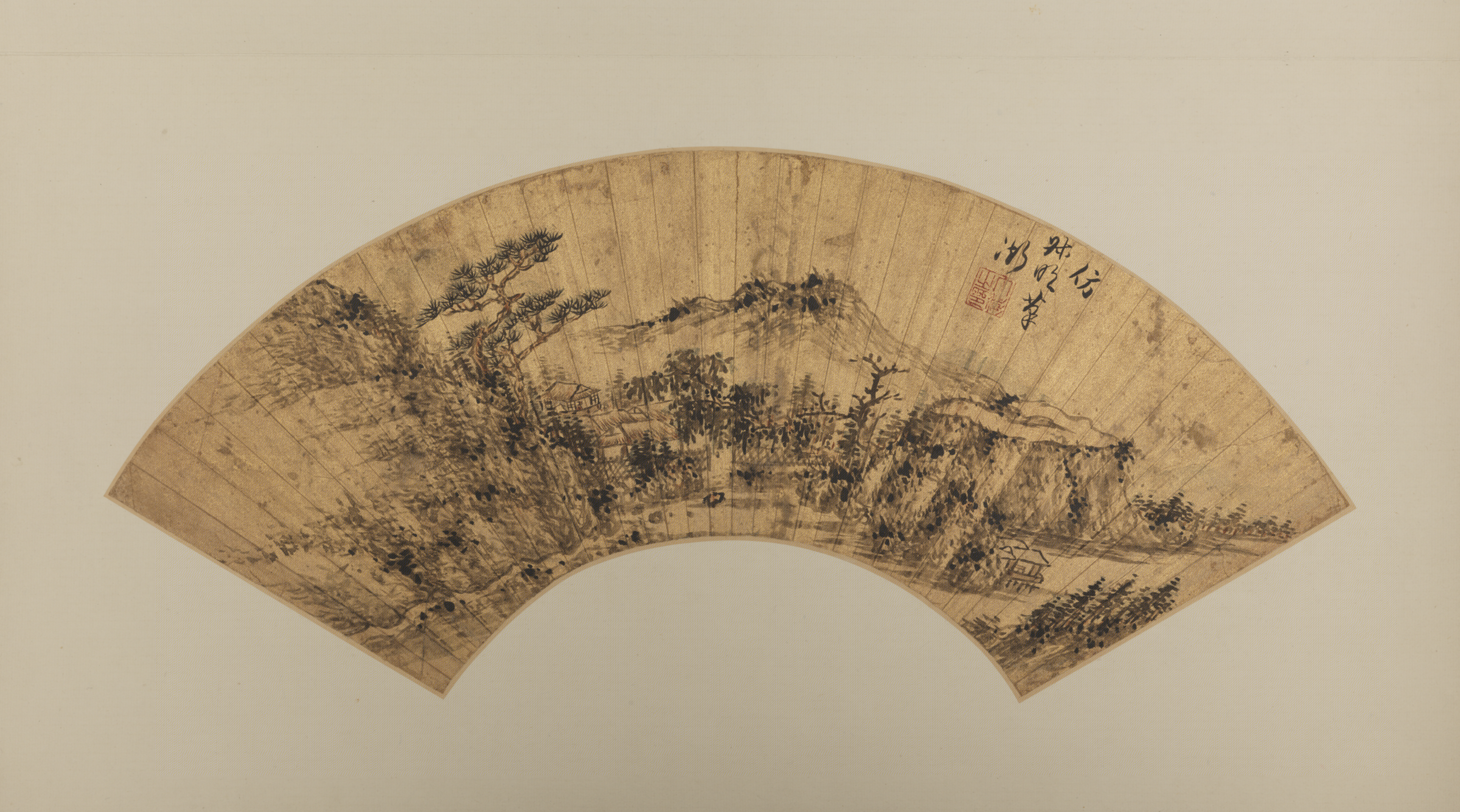
丁澎仿王蒙山水扇页（北京故宫博物院藏）

丁澎（1622年—1696年前），字飛濤，號藥園，浙江仁和縣（今屬杭州市）人，回族。明末清初詩人、官員。丁鹤年的后裔，丁大绶之子。

## 生平
天启二年（1622年）生，早年有詩才，有《白燕楼》诗百首流傳當時，与弟丁景鸿、丁潆皆以诗而名世，时人称“盐桥三丁”。吴伟业赠诗“兄弟文章入选楼”。诗坛极富盛名，在杭州参加登楼诗社，为西泠十子之一，有《十子诗选》。通籍北上后为燕臺七子之一。娶汝州从事顾王家之女為妻。
清順治十二年（1655年），丁澎中式乙未科二甲第十二名進士，初任刑部，累官礼部祠祭司郎中。顺治十四年（1657年）為河南鄉试副主考官，因违犯试场规例，“于中式举人硃卷内，用墨笔添改字句”，被革職，顺治十七年流徙靖安（今吉林洮安县）五年。康熙四年（1665年）期满放歸。寓居苏州各地。康熙二十二年（1683年）参与《浙江通志》的编纂。康熙三十年（1691年）尚在世。

## 著作
有《扶荔堂诗稿》十三卷、《扶荔堂文集选》十二卷（有诗640余首）傳世。诗作语多钟爱，无怨诽。《扶荔词》，词50余首。风格清丽隽永，言近旨远。刘智的《天方至圣实录》收录他所作的《天方圣教序》《真教寺碑记》。